# Galleria d'arte moderna di Bologna
La Galleria d'arte moderna di Bologna è stato uno dei musei più importanti della città di Bologna fra il 1926 e il 2007, anno in cui è stata trasformata nel Museo d'arte moderna di Bologna e trasferita in una nuova sede.

## Storia

### Villa delle Rose
La galleria venne fondata nel 1926 ed ebbe come prima sede Villa delle Rose, un edificio donato al Comune di Bologna dalla contessa Nerina Armandi Avogli nel quartiere Saragozza, affinché vi venisse istituita "una galleria d'arte moderna". Al momento dell'apertura, la Galleria contava circa 160 opere, principalmente di pittura ottocentesca. Nel 1936 la collezione venne riordinata dallo storico dell'arte Guido Zucchini, il quale diede la priorità alle sole opere del Novecento, trasferendo 29 opere ottocentesche alle Collezioni Comunali d'Arte, da poco inaugurate a Palazzo D'Accursio.
Fra il 1943 e il 1946, a causa delle operazioni belliche della seconda guerra mondiale, le opere vennero ricoverate in depositi, mentre la Villa venne adibita ad ospedale e, successivamente, a comando militare, prima tedesco e poi alleato.
Dopo la Liberazione, la Galleria riaprì, sebbene inizialmente su di un solo piano. Nel 1959 venne nominato direttore il critico d'arte bolognese Francesco Arcangeli, che - assieme a Mario De Micheli e Antonello Trombadori - avviò una campagna di acquisti di opere d'arte contemporanea. Presto, grazie a numerose acquisizioni e donazioni, la collezione si ingrandì, tanto che già nel 1961 contava più di 2.000 opere. Ampio spazio venne accordato all'arte regionale, ma anche ad artisti italiani e stranieri di spicco, come Roberto Sebastián Matta, Renato Guttuso, Alberto Burri, Leoncillo Leonardi o Antoni Tàpies, testimonianza del fermento politico e intellettuale della Bologna di quegli anni. Nuove acquisizioni, in occasione della Biennale di Venezia del 1968, arricchirono la Galleria con opere di Gianni Colombo, Enrico Castellani, Bridget Riley e Giovanni Korompay, in linea con l'interesse di quel periodo verso le ricerche spaziali e ambientali.

### La GAM nelFiera District

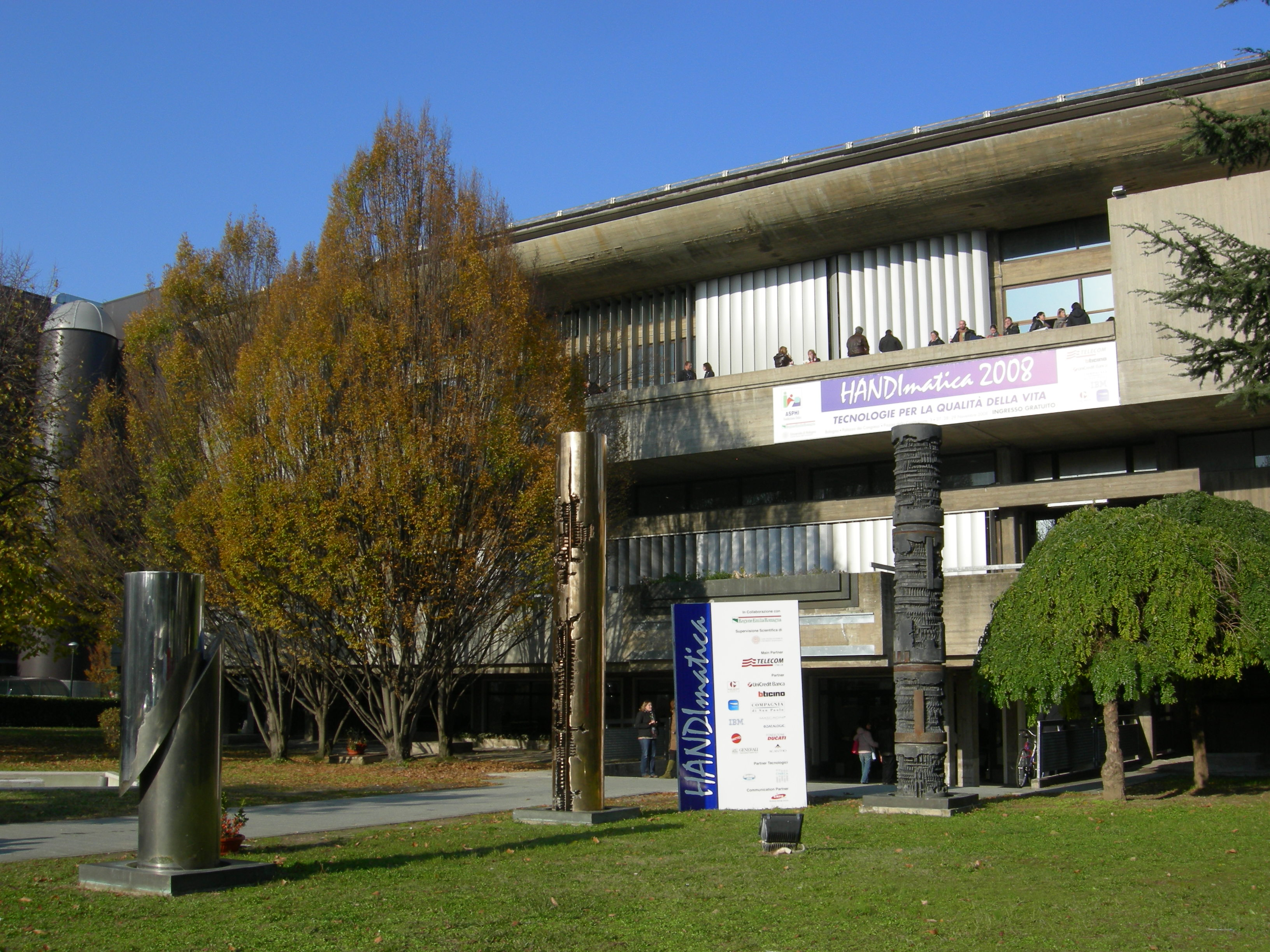
L'edificio che ospitava la GAM presso il quartiere fieristico di Bologna

Per problemi di spazio, nel 1969 il Comune decise di trasferire parte delle opere in un nuovo edificio situato nel nascente quartiere Fiera, in piazza della Costituzione, affidandone il progetto a Leone Pancaldi. La nuova sede della Galleria (o "GAM", come iniziò a essere chiamata) inaugurata nel 1975, aveva una superficie espositiva di circa 2.700 m² e ha ospitato sia la collezione permanente, le cui opere venivano esposte a rotazione, che mostre temporanee. Il direttore Franco Solmi venne affiancato da un nuovo Comitato Direttivo, con i suoi stessi poteri.
Il 1977 rappresentò uno spartiacque per Bologna e l'Italia in generale. In quella stagione, la città era attraversata da un'inedita e proliferante creatività, ma anche da eventi drammatici e repressione poliziesca. In questo contesto, arte e attivismo politico si riversavano negli spazi urbani, dando vita ai cosiddetti "happening". In sintonia con le istanze artistiche del momento, in quell'anno la GAM organizzò la Settimana Internazionale della Performance, presentando - sebbene in un ambito istituzionale - le più innovative esperienze di body art, azionismo e pratiche multimediali, dando spazio ad artisti quali Marina Abramović e Ulay, Gina Pane, Hermann Nitsch e Luigi Ontani.
Quando, nel 1987, la direzione venne assunta da Pier Giovanni Castagnoli, il Comitato Direttivo fu abolito.
Nel 1989 un'ulteriore espansione portò alla riapertura di Villa delle Rose come dépendance espositiva. Nel 1991 la sorella di Giorgio Morandi, Maria Teresa, donò al Comune di Bologna circa 120 opere del fratello, che confluirono nella preesistente collezione morandiana della GAM, per poi essere trasferita solo due anni dopo nel nuovo Museo Morandi.
La GAM di Bologna fu il primo museo italiano ad essere trasformato in Istituzione e dotata di un proprio Consiglio di amministrazione, nel 1995. Nel 1997, sotto la direzione di Danilo Eccher e con il contributo dell'Assessorato alla Cultura della Regione Emilia Romagna, nel 1997 venne creato all'interno della Galleria lo "Spazio Aperto", riservato alla sperimentazione artistica, a mostre di artisti emergenti e a fenomeni di forte attualità. Nel 2001, per volere del sindaco Giorgio Guazzaloca, la direzione passò al bavarese Peter Weiermair, fino all'arrivo, nell'aprile 2005, del napoletano Gianfranco Maraniello, nominato dal sindaco Sergio Cofferati.

### Il trasferimento
Negli anni Duemila si decise di spostare nuovamente l'Istituzione, nel nascente polo culturale "Manifattura delle Arti" in una zona riqualificata del quartiere Porto. La GAM abbandonò così il complesso in piazza della Costituzione e il 5 maggio del 2007 venne inaugurata la nuova sede nell'ex Forno del pane di via Don Minzoni, cambiando la denominazione in Museo d'arte moderna di Bologna (MAMbo).
Attualmente, il MAMbo ha cinque sedi espositive: la sede centrale del Museo d'arte moderna di Bologna, Villa delle Rose, il Museo Morandi, la Casa Morandi e il Museo per la memoria di Ustica ed un patrimonio di oltre 3.500 opere d'arte moderna e arte contemporanea. Con l'apertura del nuovo museo in via Don Minzoni si affiancano a tali attività anche eventi musicali, spettacoli, film e incontri con gli artisti. Con i suoi 9.500 m² è uno dei musei italiani più importanti dedicati al contemporaneo.

## Collezioni
La galleria era proprietaria di una collezione di scultura e pittura dal XIX secolo in avanti, con particolare riguardo alle correnti artistiche italiane del secondo dopoguerra, e comprende opere di Francesco Hayez, Salvatore Garau, Arnaldo Pomodoro, Alfredo Savini, Giorgio Morandi e molti altri, ora destinata al MAMbo.

## Direttori
- Guido Zucchini (? - ?)
- Francesco Arcangeli (1959 - 1968)
- Carlo Volpe (1968 - 1971)
- Franco Solmi (1972 - 1986)
- Pier Giovanni Castagnoli (1987 - 1994)
- Danilo Eccher (1995 - 2001)
- Peter Weiermair (2001 - 2005)
- Gianfranco Maraniello (2005 - 2015)[8]